# غريغ مريديث
غريغ مريديث هو لاعب هوكي الجليد كندي، ولد في 23 فبراير 1958 في تورونتو في كندا.

## وصلات خارجية
- غريغ مريديث على موقع دوري الهوكي الوطني (الإنجليزية)
- غريغ مريديث على موقع قاعة مشاهير الهوكي (لاعب أن.إتش.أل) (الإنجليزية)
- غريغ مريديث على موقع EliteProspects.com (الإنجليزية)
- غريغ مريديث على موقع HockeyDB.com (الإنجليزية)
- غريغ مريديث على موقع Hockey-Reference.com (الإنجليزية)